# Сливинская, Моника
Моника Сливинская (пол. Monika Śliwińska, род. 1978) — польская писательница и редактор, журналистка, политолог. Работает в люблинском центре «Брама Гродзка-Театр NN» в лаборатории «Новые повествования». Автор трёх книг.

## Книги
- Panny z „Wesela” (Wydawnictwo Literackie[пол.], Kraków 2020)
- Wyspiański. Dopóki starczy życia (Wydawnictwo Iskry[пол.], Warszawa 2017)
- Muzy Młodej Polski. Życie i świat Marii, Zofii i Elizy Pareńskich (Wydawnictwo Iskry, Warszawa 2014)

## Награды и номинации
- Премия Клио[пол.] 3 степени 2015 года в авторской номинации за «Музы молодой Польши»[4].
- Номинация на премию Identitas[пол.] 2018 за «Выспяньский. Пока жизни достаточно»[5].
- Награда Президента Люблина за лучшую репортажную книгу 2020 года и статуэтку «Хрустальная карта польского репортажа»[6].
- Победитель краковской книги месяца[пол.] в феврале 2021 года за «Пани из «Везела»[7].
- Художественная премия города Люблина за 2021 год (за книгу «Пани из «Везела»)[8].
- Финалист литературной премии Нике 2021 года за книгу «Пани из «Везела»[9].